# Geoffrey Hill
Sir Geoffrey William Hill (Bromsgrove, 18 de junho de 1932 — Cambridge, 30 de junho de 2016) foi um poeta, professor emérito de literatura e religião inglesas e ex-codiretor do Instituto Editorial da Universidade de Boston.